# 克勞福德維爾 (喬治亞州)
克勞福德維爾（英語：Crawfordville）是一個位於美國喬治亞州托利弗縣的城市。根據2010年美國人口普查，該地人口為534人，而該地的面積約為8.10平方千米。同時該地也是托利弗縣的縣治。

## 地理
克勞福德維爾的座標為33°33′17″N 82°53′54″W / 33.55472°N 82.89833°W，而該地的平均海拔高度為187米（即614英尺）。